# 崇陽戰鬥 (抗日戰爭)
崇陽戰鬥發生於1939年12月12日，地點則是在中國鄂南一帶。是抗日戰爭主要戰鬥之一，交戰一方為國民革命軍，另一方則為日軍。